# Arachnodes nitidus
Arachnodes nitidus är en skalbaggsart som beskrevs av François Louis Nompar de Caumont de Laporte 1840. Arachnodes nitidus ingår i släktet Arachnodes och familjen bladhorningar. Inga underarter finns listade.